# Kemetisme
Kemetisme (også Kemeticisme; begge fra egyptisk kmt (da egyptisk ingen tegn har for vokaler) normalt stavet Kemet, det gamle Egyptens oprindelige navn), også sommetider kaldet Neterisme (fra nṯr (koptisk ⲛⲟⲩⲧⲉ noute) "guddom"), eller Egyptisk neopaganisme, er en moderne gendannelse af den gamle egyptiske religion og relaterede religiøse udtryk i det klassiske og senantikken, som kom frem i 1970'erne.
| Religion | Spire Denne religionsartikel er en spire som bør udbygges. Du er velkommen til at hjælpe Wikipedia ved at udvide den. |